# Caio Lecânio Basso Cecina Peto
Caio Lecânio Basso Cecina Peto (em latim: Gaius Laecanius Bassus Caecina Paetus) foi um senador romano nomeado cônsul sufecto para o nundínio de novembro a dezembro de 70 com Lúcio Ânio Basso. Seu nome completo, polionômico, é conhecido de uma inscrição votiva de Minturnas erigida por um escravo chamado "C. Laecanus Bassus Caecina Paetus". Por conta disto, estudiosos atualmente concordam que ele era filho biológico de Aulo Cecina Peto, cônsul em 37, e filho adotivo de Caio Lecânio Basso, cônsul em 64.

## Carreira
Depois de seu consulado, a partir de 74, Basso serviu como superintendente das margens do Tibre em Roma (curator riparum et alvei Tiberis). No final de sua carreira, foi procônsul da Ásia entre 80 e 81.
Segundo uma inscrição encontrada em Brundísio, ele é considerado pai de Caio Lecânio Basso Cecina Flaco, um triúnviro monetário que morreu aos 22 anos na cidade.